# Ancistria bostrychoides
Ancistria bostrychoides is een keversoort uit de familie Passandridae. De wetenschappelijke naam van de soort is voor het eerst geldig gepubliceerd in 1908 door Grouvelle.